# Antioch (Califòrnia)
Antioch és una població dels Estats Units a l'estat de Califòrnia. Segons el cens del 2008 tenia 100.219 habitants.

## Demografia
Segons el cens del 2000, Antioch tenia 90.532 habitants, 29.338 habitatges, i 23.177 famílies. La densitat de població era de 1.297 habitants per km².
Dels 29.338 habitatges en un 46,3% hi vivien nens de menys de 18 anys, en un 60,3% hi vivien parelles casades, en un 13,5% dones solteres, i en un 21% no eren unitats familiars. En el 15,9% dels habitatges hi vivien persones soles el 5,4% de les quals corresponia a persones de 65 anys o més que vivien soles. El nombre mitjà de persones vivint en cada habitatge era de 3,07 i el nombre mitjà de persones que vivien en cada família era de 3,42.
Per edats la població es repartia de la següent manera: un 32,3% tenia menys de 18 anys, un 8,2% entre 18 i 24, un 32,4% entre 25 i 44, un 19,8% de 45 a 60 i un 7,4% 65 anys o més.
L'edat mediana era de 32 anys. Per cada 100 dones de 18 o més anys hi havia 92 homes.
La renda mediana per habitatge era de 60.359 $ i la renda mediana per família de 64.723 $. Els homes tenien una renda mediana de 50.152 $ mentre que les dones 34.203 $. La renda per capita de la població era de 22.152 $. Entorn del 6,5% de les famílies i el 8,5% de la població estaven per davall del llindar de pobresa.

## Poblacions més properes
El següent diagrama mostra les poblacions més properes.